# Astrid Olofsdotter
Astrid Ólofsdóttir (25 luglio 1008 – 1035) fu regina consorte di Olaf II di Norvegia.

## La vita
Astrid Olofsdotter nacque presumibilmente attorno all'anno 1000 da Olof III di Svezia e dalla sua concubina Edla di Venedia, Astrid era sorellastra e sorella dei futuri sovrani Anund Jacob di Svezia ed Emund di Svezia. La tradizione vuole che la matrigna Estrid degli Obotriti non trattasse con benevolenza Astrid ed il fratello Emund e che per questo vennero mandati da dei parenti perché li crescessero, Astrid in particolare venne mandata presso dei parenti nella regione del Västergötland.
Nel 1016 si decise che Svezia e Norvegia dovessero instaurare una relazione più pacifica ed i nobili di entrambi i paesi si mossero per organizzare un matrimonio fra Olaf II di Norvegia e la sorellastra di Astrid, Ingegerd Olofsdotter. Olof all'inizio si disse d'accordo poi ruppe la promessa e maritò la figlia legittima a Jaroslav I di Kiev, a quel punto Olaf ripiegò su Astrid e i due si sposarono a Sarpsborg nel 1019. Mentre alcune fonti sostengono che le nozze avvennero comunque con la benedizione di Olof, altre sostengono che egli fosse contrario e che si fosse concretizzato grazie alla cooperazione di Olaf di Norvegia e dello jarl svedese Ragnvald Ulfsson.
Astrid, descritta come una donna bella, generosa e ben capace di esprimersi diede al marito una figlia:
- Wulfhild di Norvegia (1020-24 maggio 1071).

Astrid fu la matrigna di Magnus I di Norvegia nato da una concubina di suo marito.
Olaf morì nel 1030 alla Battaglia di Stiklestad e dopo essere rimasta vedova Astrid lasciò la Norvegia per tornare in patria e quando il figliastro di Magnus  si recò alla sua corte per rivendicare il trono paterno, Astrid gli diede il proprio supporto pubblico ed esortò a che l'establishment svedese facesse altrettanto.